# Piktusza
Piktusza (biał. Піктуша; ros. Пиктуша) − chutor na Białorusi, w obwodzie grodzieńskim, w rejonie oszmiańskim, w sielsowiecie Krejwiańce.

## Historia
W czasach zaborów folwark w gminie Graużyszki, w powiecie oszmiańskim, w guberni wileńskiej Imperium Rosyjskiego. W 1866 w 1 domu zamieszkiwały 33 osoby, był tu młyn wodny. Należał do Chmielewskich. W 1892 roku w Piktuszy przyszedł na świat jeden z przyszłych oficerów rezerwy-ofiar zbrodni katyńskiej, podpułkownik Witold Chmielewski syn Franciszka i Cezaryny z Markowskich.W 1905 roku folwark liczył 48 mieszkańców.
W latach 1921–1945 majątek i folwark leżały w Polsce, w województwie wileńskim, w powiecie oszmiańskim, w gminie Graużyszki.
W 1931 folwark w 1 domu zamieszkiwało 17 osób, majątek w 1 domu – 14 osób.
Wierni należeli do parafii rzymskokatolickiej w Murowanej Oszmiance. Miejscowość podlegała pod Sąd Grodzki w Holszanach i Okręgowy w Wilnie; właściwy urząd pocztowy mieścił się w Graużyszkach.